# Pleganophorus bispinosus
Pleganophorus bispinosus is een keversoort uit de familie zwamkevers (Endomychidae). De wetenschappelijke naam van de soort werd in 1855 gepubliceerd door Clemens Hampe.